# Gorenjski Vrh
Gorenjski Vrh je naselje v Občini Zavrč.